# Зафер Озгюльтекін
Зафер Озгюльтекін (тур. Zafer Özgültekin, нар. 10 березня 1975, Сівас, Туреччина) — колишній турецький футболіст, що грав на позиції воротаря. Виступав за національну збірну Туреччини.

## Клубна кар'єра
У дорослому футболі дебютував 1995 року виступами за команду клубу «Ісендерун», в якій провів два сезони, взявши участь у 35 матчах чемпіонату.
Протягом 1997—1999 років захищав кольори команди клубу «Карабюкспор».
Своєю грою за останню команду привернув увагу представників тренерського штабу клубу «Анкарагюджю», до складу якого приєднався 1999 року. Відіграв за команду з Анкари наступні шість сезонів ігрової кар'єри.
Згодом з 2005 по 2010 рік грав у складі команд клубів «Кайсері Ерджієсспор», «Ескішехірспор», «Анкарагюджю» та «Чайкур Різеспор».
Завершив професійну ігрову кар'єру у клубі «Денізліспор», за команду якого виступав протягом сезону 2010—2011.

## Виступи за збірну
2002 року дебютував в офіційних матчах у складі національної збірної Туреччини. Протягом кар'єри у національній команді, яка тривала два роки, провів у формі головної команди країни п'ять матчів.
У складі збірної був учасником чемпіонату світу 2002 року в Японії та Південній Кореї, на якому команда здобула бронзові нагороди.

## Титули і досягнення
- Бронзовий призер чемпіонату світу: 2002